# Cypholambrana castelmartius
Cypholambrana castelmartius är en kräftdjursart som beskrevs av Karl Wilhelm Verhoeff 1938. Cypholambrana castelmartius ingår i släktet Cypholambrana och familjen Trichoniscidae. Inga underarter finns listade i Catalogue of Life.